# Radiata Stories
Radiata Stories (ラジアータ ストーリーズ Rajiata Storizu) es un videojuego de RPG/Acción desarrollado por Tri-Ace y Square-Enix en Estados Unidos y en Japón, siendo muy bien recibido en este último; su compositor musical es Noriyuki Iwadare.

## Jugabilidad
Radiata Stories es un videojuego de Acción/RPG. Las batallas son en tiempo real y se producen mediante encuentros en el mapa de viaje, lo que transportan a un mapa donde se desarrolla la pelea.
El juego se lleva a cabo en un mundo donde el tiempo pasa continuamente en una escala de horas/segundos;el tiempo avanza y se hace de día y de noche, pudiéndose consultar un reloj con el botón L1.
Cada personaje, tanto NPC's como personajes reclutables, respetan un itinerario totalmente propio y según la hora del día desarrollan una actividad en determinado punto del mapa. Cada uno posee su hogar o habitación, a donde va a dormir a determinada hora del día. El juego nos da la posibilidad de hablar con cada uno de ellos, llamarlos cuando duermen o golpearlos, originando una pelea si se lo molesta demasiado.
Se nos brinda la posibilidad de luchar contra todo personaje que aparezca en el juego, ya sea un simple guardia del castillo o el mismísimo líder de un clan de ladrones; de la misma manera, casi todos los personajes son reclutables, aunque cada uno tiene su manera propia y particular de ser reclutado, según sus necesidades o por la manera en que le ayudemos durante el juego. Algunos solo nos tendrán respeto y nos hablaran si tenemos suficiente reconocimiento o un rango alto o respetado, o solo si les vencemos en algún combate. Otros, solo son reclutables a determinada altura de la aventura, de modo que si seguimos con esta, podemos perder la oportunidad de unirlo a nuestro equipo.
De esta manera, el juego provee la increíble cantidad de 176 personajes reclutables para nuestro equipo pudiendo tener solo 4 en combate, aunque la lista de amigos nos permitirá cambiarlos cuando deseemos.
De todas maneras, Jack Russell, el protagonista de la historia, será el único a quien podremos controlar y el líder del grupo, con quien deberemos dar órdenes a nuestros compañeros.

## Historia
Jack Rusell parte de su hogar en la aldea de Solieu y del lado de su joven hermana Adele para convertirse en un caballero del Reino de Radiata, tal cual lo hizo su padre, Cain Rusell, un poderoso guerrero conocido y respetado por todos por su magnífica hazaña de matar y capturar al dragón elemental de agua. Sin embargo, tiempo atrás, fue asesinado. Los rumores cuentan que fue a manos de su mejor amigo, Sir Gawain, otro conocido caballero, desaparecido. Jack se promete entonces ser un caballero tan y aún más fuerte que Cain. Y lo consigue, aunque no de la mejor manera, y pasa a formar parte la Rose Cochoon Brigade, junto a Ganz Rosechild (el hijo de Sir Gawain) y la joven Ridley Silverlake, quien se convertirá en un principio en una verdadera rival para Jack.
Radiata Stories cuenta la historia de este joven al hacerse caballero y las diferentes aventuras que llevará a cabo a partir de ese momento.
En determinado momento del juego, los hechos llevarán a Jack y al jugador a elegir entre dos caminos dentro de la historia, que llevarán a dos finales diferentes y marcaran el destino del protagonista y la humanidad. Uno es el camino humano, donde Jack se desarrolla como caballero contra las razas no-humanas; el otro es el camino no-humano, donde Jack se une a la causa de las razas no-humanas en su batalla contra los humanos.

## Personajes principales
- Jack Russell: El protagonista del juego, Jack es un joven de cabello y ojos castaños que vive en la aldea de Solieu. A sus 16 años parte de su aldea y de los cuidados de su hermana Adele para unirse a los caballeros de Radiata, tal como su padre lo hizo mucho tiempo atrás; para esto, recibe la Arbitrator, la espada de su padre. Jack es un chico muy optimista y algo ingenuo, pero con una gran bocota y muy atrevido, siempre con un gran corazón; en el transcurso del juego, ira madurando.

- Ridley Silverlake: Una joven de cabello rubio, hija del Lord Chamberlain de Radiata. Siendo noble, decide convertirse en caballera de Radiata. Formando equipo con Ganz y Jack, pasará a tener una rivalidad con este último, aunque luego se convertirán en amigos. Su padre, el Lord Chamberlain, insistirá en darle cuidados especiales, pero ella no los aceptará. Está comprometida con Cross, de quien no quiere saber nada, ya que el juego nos revela que posee cierta atracción hacia Jack.

- Ganz: Es un agradable y simpático caballero, quien es puesto a cargo de la brigada en la que es puesto Jack a comienzos del juego. Es el hijo del conocido Sir Gawain, quien cree que es el asesino del padre de Jack. Aunque con una pequeña inclinación por el alcohol, Ganz es un hombre muy valiente y fuerte, con un corazón enorme.

- Larks: El primer ministro de Radiata, es un hombre honrado. Sabiendo que es el hijo de Cain, Larks tiene un gran respeto por Jack, el cual se ve aumentado a medida que el joven lleva a cabo diferentes aventuras y decide pedirle consejos en momentos de necesidad. Larks es quien recomienda que Jack sea nombrado caballero cuando pierde en las pruebas, y mantiene siempre su intención de que este continúe siéndolo, también promoviéndolo de rango.

- Lucian: El consejero de Lord Jasne . Es un hombre misterioso y sus objetivos y procedencia parecen oscuros.

- Cross: Uno de los sub-líderes de las brigadas del castillo de Radiata, un hombre muy engreído. Su odio por aquellos no humanos y los dragones se hace evidente de diversas formas a través del juego. Está comprometido por Ridley y al notar la indiferencia de esta hacia él y su atracción por Jack, pasa a odiar a este último.

- Lord Jasne: El Lord Chamberlain del castillo de Radiata y padre de Ridley. Es un hombre despreciable, que no valora a nadie más que a su hija, a quien le brinda la máxima protección. Sus decisiones van siempre en busca de su propio beneficio, pero estas se verán influenciadas por Lucian.

- Gawain: El famoso caballero, padre de Ganz. Considerado como una leyenda, se lo cree el asesino de Cain, aunque esto no es sabido. Gawain se encuentra desaparecido. El transcurso de la historia nos revelara cual fue su destino.

Además de estos personajes, el juego nos brinda muchísimos más; una cantidad de 300, de los cuales 175 son reclutables.

## Trivia
- El personaje de Leneth, de la saga Valkirie Profile, tiene varios gags en este juego siendo incluso un personaje secreto y reclutable.
- El juego contiene cientos de gags y hechos cómicos referidos a la política, religión y toda clase de aspectos de la vida cotidiana.
- Se hacen presente muchos guiños a juegos de Tri-Ace y Square Enix, como la aparición de personajes de la saga de Valkirie Profile y un traje para Jack del personaje Fayt, de Star Ocean 3: Till the end of time.